# Ressonància del ciclotró iònic
La ressonància del ciclotró iònic és un fenomen relacionat amb el moviment dels ions en un camp magnètic. S'utilitza per accelerar ions en un ciclotró i per mesurar les masses d'un analit ionitzat en espectrometria de masses, especialment amb espectròmetres de massa de ressonància de ciclotró d'ions de transformació de Fourier. També es pot utilitzar per seguir la cinètica de les reaccions químiques en una mescla de gasos diluïts, sempre que incloguin espècies carregades.

## Definició de la freqüència de ressonància
Un ió en un camp magnètic estàtic i uniforme es mourà en cercle a causa de la força de Lorentz. La freqüència angular d'aquest moviment de ciclotró per a una intensitat de camp magnètic determinada B ve donada per
{\displaystyle \omega =2\pi f={\frac {zeB}{m}},}
on z és el nombre de càrregues positives o negatives de l'ió, e és la càrrega elemental i m és la massa de l'ió. Per tant, un senyal d'excitació elèctrica amb una freqüència f ressonarà amb ions que tinguin una relació massa-càrrega m/z donada per
{\displaystyle {\frac {m}{z}}={\frac {eB}{2\pi f}}.}
El moviment circular es pot superposar amb un moviment axial uniforme, que resulta en una hèlix, o amb un moviment uniforme perpendicular al camp (per exemple, en presència d'un camp elèctric o gravitatori) que resulta en una cicloide.

## Escalfament per ressonància de ciclotró iònic
L'escalfament per ressonància de ciclotró iònic (cyclotron resonance heating, ICRH) és una tècnica en què s'utilitzen ones electromagnètiques amb freqüències corresponents a la freqüència del ciclotró iònic per escalfar un plasma. Els ions del plasma absorbeixen la radiació electromagnètica i com a conseqüència d'això augmenten l'energia cinètica. Aquesta tècnica s'utilitza habitualment en l'escalfament de plasmes al tokamak.

### En el vent solar
El 8 de març de 2013, la NASA va publicar un article segons el qual les ones del ciclotró iònic van ser identificades per la seva sonda solar anomenada WIND com la principal causa de l'escalfament del vent solar quan surt de la superfície del Sol. Abans d'aquest descobriment, no estava clar per què les partícules del vent solar s'escalfarien en lloc de refredar-se quan s'allunyaven de la superfície del Sol.